# Sean Harris

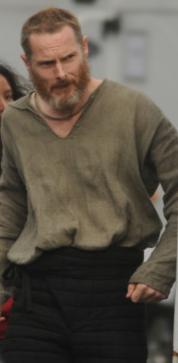
Sean Harris 2014,
am Set von „Macbeth“

Sean Harris (* 7. Januar 1966 in London, England) ist ein britischer Schauspieler. Der Charakterdarsteller ist insbesondere durch seine Rolle als Micheletto Corella in der Fernsehserie Die Borgias bekannt. 2014 gewann er den BAFTA-Award als Bester Hauptdarsteller in der britischen Fernsehserie Southcliffe.

## Leben
Seine gesamte Jugend verbrachte Harris in Ostanglien, wo er im Juniorenfußball aktiv war und eine Karriere als Fußballprofi anstrebte, diesen Berufswunsch jedoch in Folge eines schweren Beinbruchs aufgeben musste. Inspiriert von Barbra Streisands Auftritt in dem Filmmusical Funny Girl, studierte er von 1989 bis 1992 am Drama Centre London Schauspiel und erhielt anschließend zahlreiche Theaterverpflichtungen.
1994 hatte Harris seinen ersten Gastauftritt in der Fernsehserie Der Aufpasser. Darauf folgten weitere wie in Sings and Woders, The Vet und Kavanagh QC. Bekannter wurde er 2002 mit den Filmen Tom & Thomas und 24 Hour Party People sowie 2004 mit Traumata und Creep. 2008 spielte Harris zwei Hauptrollen in den Filmen Ashes to Ashes – Zurück in die 80er und Waking the Dead – Im Auftrag der Toten. Im darauffolgenden Jahr hatte er einen Gastauftritt in der Serie Law & Order: UK und wirkte im Film Harry Brown mit. 2011 spielte er die Hauptrolle des Entführers im Thriller A Lonely Place to Die – Todesfalle Highlands und von 2011 bis 2013 die Hauptrolle in der Fernsehserie Die Borgias.
2012 war Harris in Ridley Scotts Film Prometheus – Dunkle Zeichen zu sehen, im Jahr darauf folgte eine Hauptrolle in der britischen Miniserie Southcliffe, für die er mit einem BAFTA-Award ausgezeichnet wurde. 2014 spielte er an der Seite von Jennifer Lawrence und Bradley Cooper in dem Filmdrama Serena und erhielt Rollen in den Filmen ’71 und The Goob sowie der Serie Jamaica Inn. 2014 war er im Film Erlöse uns von dem Bösen und 2015 als Hauptantagonist in Mission: Impossible – Rogue Nation zu sehen. Des Weiteren übernahm Harris im selben Jahr die Nebenrolle des Macduff in der Realverfilmung Macbeth von William Shakespeares gleichnamiger Tragödie. 2018 trat er in Mission: Impossible – Fallout erneut in der Rolle des Bösewichts Solomon Lane in Erscheinung.
Über das Privatleben von Harris ist nur wenig bekannt, da er es strikt vor der Öffentlichkeit geheim hält und unter Schauspielkollegen als introvertiert wahrgenommen wird.

## Filmografie (Auswahl)
- 1994: Der Aufpasser (Minder, Fernsehserie, eine Folge)
- 1995: Signs and Wonders (Fernsehserie, 4 Folgen)
- 1995: The Vet (Fernsehserie, eine Folge)
- 1996: A Mug’s Game (Fernsehserie)
- 1998: Kavanagh QC (Fernsehserie, 1 Folge)
- 1999: Die Bibel – Jesus (Jesus, Fernsehfilm)
- 2000: Casualty (Fernsehserie, eine Folge)
- 2001: The Hunt (Fernsehfilm)
- 2001: Die Entdeckung des Himmels (The Discovery of Heaven)
- 2002: Tom & Thomas
- 2002: 24 Hour Party People
- 1994–2002: The Bill (Fernsehserie, 3 Folgen)
- 2002: Judge John Deed (Fernsehserie, eine Folge)
- 2003: The Vice (Fernsehserie, eine Folge)
- 2003: Strange (Fernsehserie, eine Folge)
- 2004: Traumata (Trauma)
- 2004: Creep
- 2005: Stellas Versuchung (Asylum)
- 2005: Frozen
- 2005: Brothers of the Head
- 2005: Isolation
- 2006: See No Evil: The Moors Murders (Miniserie, 2 Folgen)
- 2007: Outlaw
- 2007: Wedding Belles (Fernsehfilm)
- 2007: Meadowlands – Stadt der Angst (Cape Wrath, Fernsehserie, 4 Folgen)
- 2007: Saxon
- 2008: Ashes to Ashes – Zurück in die 80er (Ashes to Ashes, Fernsehserie, 2 Folgen)
- 2008: Waking the Dead – Im Auftrag der Toten (Waking the Dead, Fernsehserie, 2 Folgen)
- 2009: Svengali (Fernsehfilm)
- 2009: Yorkshire Killer (Red Riding, Fernsehreihe)
- 2009: Law & Order: UK (Fernsehserie, eine Folge)
- 2009: Harry Brown
- 2010: Five Daughters (Fernsehserie, 3 Folgen)
- 2010: Native Son (Kurzfilm)
- 2010: Brighton Rock
- 2011: A Lonely Place to Die – Todesfalle Highlands (A Lonely Place to Die)
- 2011–2013: Die Borgias (The Borgias, Fernsehserie, 27 Folgen)
- 2012: Prometheus – Dunkle Zeichen (Prometheus)
- 2013: Southcliffe (Miniserie, 4 Folgen)
- 2014: Riff-Piraten (Jamaica Inn, Miniserie, 3 Folgen)
- 2014: The Goob
- 2014: Serena
- 2014: ’71
- 2014: Erlöse uns von dem Bösen (Deliver Us from Evil)
- 2015: Macbeth
- 2015: Mission: Impossible – Rogue Nation
- 2016: Das Gesetz der Familie (Trespass Against Us)
- 2018: Mission: Impossible – Fallout
- 2018: Possum
- 2019: The King
- 2021: The Green Knight
- 2021: Spencer
- 2022: The Stranger
- 2023: Das Gold (The Gold, Fernsehserie, 6 Episoden)
- 2024: Paris Has Fallen (Fernsehserie, 8 Episoden)

## Auszeichnungen
- 2003: Chlotrudis-Award: als Bester Nebendarsteller nominiert (24 Hour Party People)
- 2011: Fantastic Fest: Preis der Jury Award als Bester Schauspieler in einem Kinofilm (A Lonely Place to Die – Todesfalle Highlands)
- 2014: British Independent Film Award: als Bester Nebendarsteller nominiert (’71)
- 2014: British Academy Television Award: als Bester Hauptdarsteller (Southcliffe)
- 2015: British Independent Film Award: als Bester Nebendarsteller nominiert (Macbeth)
- 2016: British Independent Film Award: als Bester Nebendarsteller nominiert (Das Gesetz der Familie)
- 2022: Australian Academy of Cinema Television Arts Award: als Bester Nebendarsteller (The Stranger)[3]